# Bernardo Draghi
Bernardo Draghi (Borgo San Lorenzo, 6 aprile 1952) è un traduttore e dirigente scolastico italiano.

## Opere

### Curatele
- Giochi per parlare: 69 giochi nella scuola di base e nel biennio, Molfetta, La meridiana, 1999 (con Alessandro Marchiori)

### Traduzioni
- Joseph Patron, Dialogo con la società di oggi, Roma, Città Nuova, 1975
- Fritz Perls, La terapia gestaltica: parola per parola, Roma, Astrolabio, 1980
- Jerome Irving Rodale, Il libro completo dei minerali per la salute, Firenze, Giunti, 1980
- Orson Scott Card, Il settimo figlio, Milano, Longanesi, 1987
- Patrick Holford, L'alimentazione naturale, Firenze, Giunti, 1987
- Elizabeth Marshall Thomas, La luna delle renne, Milano, Mondadori, 1988
- Roald Dahl, Danny il campione del mondo, Firenze, Salani, 1990
- Katherine Dunn, Cuori sgozzati, Milano, Leonardo, 1990
- Tim O'Brien, Quanto pesano i fantasmi, Milano, Leonardo, 1991
- John Richardson, Picasso: 1881-1906, Milano, Leonardo, 1991 (con Silvia Demichele)
- Tom Robbins, Coscine di pollo, Milano, Leonardo, 1992
- Russell Stannard, Zio Albert e i buchi neri, Firenze, Salani, 1992
- Orson Scott Card, Il profeta dalla pelle rossa, Milano, Longanesi, 1993
- Russell Stannard, Mille e un mistero, Firenze, Salani, 1993
- Jean Craighead George, Chi ha ucciso Robin Pettirosso?, Firenze, Giunti, 1994
- Orson Scott Card, Alvin l'apprendista, Milano, Longanesi, 1995
- Ursula Moray Willams, Un'isola tutta per me, Grugliasco, TEA, 1995
- Delta Willis, Sulle tracce dei primi uomini, Firenze, Giunti, 1996
- Paul Ginsborg, Storia d'Italia, 1943-1996: famiglia, società, stato, Torino, Einaudi, 1998
- Lesley O'Mara, Le più belle storie di cani, Milano, TEA, 2000
- Herman Melville, Moby Dick, o la Balena, Milano, Frassinelli, 2001
- Zadie Smith, L'uomo autografo, Milano, Mondadori, 2004
- Liz Jensen, La nona vita di Louis Drax, Milano, Mondadori, 2005
- Steven Millhauser, Edwin Mullhouse: vita e morte di uno scrittore americano, Roma, Fanucci, 2005
- Zadie Smith, Della bellezza, Milano, Mondadori, 2006
- Caryl Phillips, Sotto la nevicata, Milano, Mondadori, 2011